# Хановър (община)
Община Хановър се намира в северозападната чест на Ямайка, с обща площ 430 км2 и население 67 037 души (2001). Главен град е Луси.

## Население
Населението на общината през 1999 година е 67 176 души, като 5739 души живеят в общинския център.

### Расов състав
(1999)
- 92,1 % – черни
- 3,7 % – азиатци
- 2,3 % – латиноамериканци
- 0,8 % – бели
- 2,1 % – други